# Catastrophe du Queyras
La catastrophe du Queyras est un évènement météorologique extrême survenu en juin 1957 dans les Hautes-Alpes, ainsi que dans une partie des départements voisins (en vallée de l'Ubaye dans les Basses-Alpes, en Savoie dans celles de l'Isère en Tarentaise et de l'Arc en Maurienne, ainsi qu'en Tinée dans les Alpes-Maritimes). Pendant une semaine, des pluies diluviennes s'abattent sur le relief revêtu d'un important manteau neigeux qui fond rapidement. Le cumul des précipitations et de la fonte nivale provoque des crues catastrophiques et d'importants déplacements d'alluvions qui font deux victimes et entraînent des destructions dans plusieurs communes. Les voies routières et ferroviaires étant coupées, une partie de la population du Queyras est évacuée par hélicoptère. 
Dans le Queyras touché quelques années plus tôt par les destructions provoquées par les combats de 1940, puis par ceux de la Libération lors de la seconde bataille des Alpes, cet évènement provoque une réaction de la population qui manifeste sa volonté de redonner vie à une vallée pourtant en proie à l'exode rural. Ce mouvement formera le creuset dans lequel naîtra plus tard le Parc naturel régional du Queyras, sous l'impulsion du maire de Ceillac, Philippe Lamour.

## Évènements météorologiques
Le mois de mai 1957 a connu des chutes de neige tardives en haute altitude, et des pluies fréquentes à plus basse altitude. Cela a provoqué à la fois la constitution d'un stock de neige inhabituellement important pour la saison, et la saturation des sols en eau, qui allait les empêcher lors des pluies suivantes d'absorber davantage d'humidité. Le mois de mai a été suivi par un début de mois de juin frais mais pas exceptionnellement froid, ce qui allait suffire cependant à empêcher la fonte de la neige en altitude. Mais dès le 11 juin, la température remonte brusquement pour atteindre 21 °C le 13  et ce redoux brutal s'accompagne de pluies de plus en plus fortes,.
Il a commencé à pleuvoir dès le 8 juin, sous une situation orageuse généralisée qui donne une première vague de pluies supérieures à la  moyenne. Cet épisode orageux s'estompe le 9 mais reprend le 10, et le 11 les pluies se généralisent et leur intensité ne cesse d'augmenter,. Se met alors en place un phénomène de retour d'est, bien connu dans les Alpes. Depuis l'est ou le sud-est, des masses d'air humide venant de la Méditerranée balaient le massif sur lequel, en raison du relief, elles sont brutalement entraînées en altitude, et provoquent des précipitations intenses. Déchargées de leur humidité, elles entraînent sur le versant ouest du massif un puissant effet de foehn.
Un tel « retour d'est » est loin d'être rare ; mais l'épisode de juin 1957 a présenté une intensité toute particulière car l'air doux et humide arrivant de la mer et de la plaine du Pô, au lieu de redescendre sur le versant français en amorçant un effet de foehn, a continué à s'élever en raison de la présence d'un front froid. Ceci explique que les précipitations aient été concentrées le long de la crête frontalière et que sur la Durance, cet air humide n'ait plus donné que des pluies banales.
Cet épisode extrême commence le 10 juin avec la mise en place d'une dépression allant des îles britanniques au Maroc. Des vents de sud-ouest provoquent des pluies et de la neige en altitude, l'isotherme 0 ° se trouvant à 2000 m. Le 12, la dépression se centre sur la Méditerranée entre France, Baléares et Sardaigne. Le 13, elle pivote et les flux arrivent alors du sud et de l'est, frappant le versant italien et provoquant les précipitations les plus intenses. Sur cette seule journée on relève plus de 200 mm à Abriès (Queyras), comme à Bessans en Savoie.
Ainsi, à Abriès, il est tombé 320 mm du 8 au 14 juin, auxquels s'ajoute le produit de la fonte de la neige. Une étude menée par le Ministère de l’Agriculture et le Centre de Géographie Appliquée de l’Université de Strasbourg a montré que 300 à 400 mm d'eau supplémentaires ont été produits par la fonte de la neige dans la tranche d'altitude allant de 2 200 à 2 500 mètres.
Les observations faites lors du paroxysme des pluies confirment la contribution de la fonte nivale à la crue des cours d'eau  : au Lautaret, la neige font rapidement le 13 juin. À Saint-Véran, les observateurs décrivent une fonte « précipitée » dès le 12, surtout à l'adret. Des témoignages rapportent que sous les pluies diluviennes du 13, et dans la nuit qui suit, « un ruissellement d'eaux sauvages intense affectant l'allure d'une nappe » se produit sur la neige en train de fondre. Ce ruissellement intense produit des dégâts avant même de rejoindre les torrents. Il est expliqué par l'âge du manteau neigeux, qui s'est tassé avec le temps et présente ainsi une surface dure, facilitant l'écoulement, avant de fondre.
Le minimum s'évacue rapidement vers l'ouest dans les jours qui suivent et les précipitations diminuent.

## Conséquences hydrologiques
Les cours d'eau de la région connaissent habituellement leurs plus forts débits au printemps, lors de la fonte des neiges : en ce sens l'évènement de juin 1957 ne déroge pas à la règle, mais il est cependant remarquable en raison de la brutalité du phénomène et de son intensité exceptionnelle.
Dès le 9 juin, certains cours d'eau connaissent une première crue : c'est le cas du Cristillan à Ceillac. Le 12 juin, les cours d'eau sont tous en crue modérée à forte : à Saint-Véran l'Aigue-Blanche emporte ses ponts. Mais c'est le 13, sous les plus fortes précipitations, qu'a lieu le paroxysme des crues : à Château-Queyras, le Guil monte rapidement dès 13 h, et déborde à Abriès dans l'après-midi. L'Aigue-Blanche, et les affluents du Guil à Guillestre, débordent tous. À Vars, le Chagnon et le Chagne débordent dans la nuit du 13 au 14, et ne baisseront que le 15. Au Mélézet-les-Orres, les torrents sont en crue le 13 en fin d'après-midi, et ne baisseront que le lendemain matin.
Le redoux peut expliquer qu'à Saint-Véran, la crue ait été violente dès le 12, en raison d'une rapide fonte du manteau neigeux important dans cette région d'altitude. Sur la Durance, la crue n'a été forte qu'à partir de la vallée du Guil, dans laquelle tous les torrents sont entrés en crue simultanément ce qui a donné un important débit cumulé, qui s'est écoulé encore pendant la journée du 14 alors que les pluies avaient fortement diminué.
Les débits atteints sont exceptionnellement élevés : celui du Guil est estimé à 1 000 m3/s à Guillestre.
Dans les vallées voisines, les cours d'eau atteignent aussi des débits inégalés : c'est la plus grande crue connue de l'Ubaye depuis la création de la station de mesure de Barcelonnette en 1904. Elle est évaluée à 480 m3/s (contre 170 pour une crue cinquantennale),. La digue protégeant la ville est emportée. En Maurienne la crue de l'Arc est depuis lors considérée comme la « crue du siècle » avec 900 m3/s à Saint-Jean-de-Maurienne.
Mais le débit des cours d'eau n'est pas que liquide, il est aussi solide : le ruissellement intense sur les versants et les importants débits de crue dans les cours d'eau provoquent un phénomène soutenu d'érosion et de transport d'alluvions, déposées dans les vallées, à la granulométrie très diversifiée, des éléments fins aux blocs de plusieurs tonnes. Il est possible que par moments, cet écoulement dense ait pris l'allure d'une lave torrentielle : ce fut le cas à Jausiers, en Ubaye.

## Destructions et dégâts
Bien que ces conditions météorologiques se soient étendues à une grande partie de l'arc alpin, y compris sur le versant italien et jusqu'au Tyrol et à la Carinthie, c'est dans le Queyras que les conséquences ont été les plus graves, la vallée étant restée inaccessible pendant plusieurs jours et de nombreux villages ayant connu des destructions.
La majorité des dégâts sont observés entre 1 800 et 2 300 m. Plus en altitude, il est possible qu'il ait surtout neigé, et qu'il n'y ait donc eu que peu de ruissellement. Mais dans la tranche d'altitude précitée, on constate de très nombreux signes d'activité morphogénétique intense, quelle que soit la couverture végétale : 
- rainures d'avalanches, bordées en pied par des accumulations ayant parfois rejoint les torrents, et montrant des signes d'écoulements torrentiels ;
- innombrables décollements localisés, liés à la saturation hydrique des sols, qui ont ponctuellement glissé, donnant naissance à des coulées de matériaux pouvant rejoindre les torrents ;
- importante activité morphodynamique des cours d'eau qui ont tous incisé et raviné les fonds de vallée, entaillant leur lit souvent à partir de 2 500 à 2 300 m d'altitude, et ayant ainsi produit un très important volume d'alluvions qui se sont déposées à l'aval dans les parties les plus larges des vallées, où elles ont été laissées par les eaux en crue circulant par chenaux anastomosés ; de nombreuses terres agricoles et des voies de circulation ont ainsi été recouvertes d'alluvions, mais aussi des zones habitées.

À de plus basses altitudes, les cônes de déjection, très souvent cultivés et habités, ont été recouverts par d'importantes quantités d'alluvions. La reprise d'activité de ces cônes a pu s'étendre jusqu'en fond de vallée où les alluvions ont dévié le cours d'eau principal, forçant celui-ci à éroder la berge opposée, ou contribuant à une surélévation des lignes d'eau en crue.
Plusieurs ponts ont été rapidement obstrués, notamment par les arbres transportés par les flots, et l'engravement consécutif a provoqué l'apparition de barrages qui, en ralentissant les eaux, ont favorisé la sédimentation dans les zones inondées, ainsi que des surinondations ponctuelles. Ce phénomène a contribué à un énorme engravement formé entre Château-Queyras et Villevieille.
Dans la vallée du Cristillan, l'accès à Ceillac est coupé à partir du lieu-dit La Maison du Roi, près de la confluence avec le Guil, et le restera un mois entier,. Ceillac et Ristolas sont inondés et engravés, les personnes âgées et les enfants sont finalement évacués par hélicoptère, soit une centaine de personnes qui sont relogées provisoirement dans les hôtels de Briançon,. À Ceillac même, la population avait d'abord dû évacuer le village devant l'arrivée de l'eau, de la boue et des graviers. On a lâché les bêtes dans les prés pour leur éviter d'êtres prises au piège dans les étables. Les habitants se sont réfugiés dans un hameau préservé et s'interrogent sur la possibilité de sauver le village : maisons, étables, sont envahies par les alluvions et la boue, parfois jusque dans les étages. Il y a par endroits deux mètres cinquante de matériaux laissés dans les rues du village.
L'importance des débits permet au Guil de battre un record de hauteur d'eau à Pont-la-Pierre : dans la nuit du 12 au 13 juin, il monte de neuf mètres. L'érosion provoquée à cet endroit par les eaux entraîne des glissements et des éboulements à l'origine de la coupure de la route nationale 202. Au confluent Guil-Durance, les observateurs décrivent la voie ferrée de Gap à Briançon détruite, la plaine de Montdauphin inondée, le pont du Guil disparu, le bourg de la Roche-de-Rame engravé ainsi que la route nationale... et l'accès au Queyras totalement impossible, la route et tous les ponts ayant disparu sur une dizaine de kilomètres.
Toutes les autres vallées au sud et au nord du Queyras sont également durement touchées, particulièrement la Maurienne et l'Ubaye. En Maurienne la route nationale 6 et la ligne de chemin de fer sont coupées à plusieurs endroits, des digues sont détruites, plusieurs villes et villages sont inondés, dont Modane.

## Réactions et aide extérieure
De nombreux volontaires du Service civil international sont venus apporter leur aide, notamment pour le déblaiement des villages engravés. À Ceillac, le village le plus touché et devenu inhabitable, trois cent cinquante volontaires venus de dix-huit pays se sont succédé à partir de la mi-juillet, les premiers montant à pied faute de route carrossable, pour déblayer les rues et les maisons.

## Reconstruction du Queyras
À Ceillac, l'une des communes les plus touchées, le village fut classé en zone dangereuse et la nécessité d'une reconstruction dans un site moins exposé se fit rapidement jour. Dès que les maisons furent dégagées et nettoyées, les habitants s'y réinstallèrent cependant, faute de mieux. L'État était prêt à proposer des prêts avantageux pour la reconstruction, mais celle-ci nécessitait un remembrement, car il n'était pas envisageable d'utiliser en l'état un foncier comportant une moyenne de quarante propriétés privées à l'hectare. Le remembrement avait été évoqué à Ceillac avant la catastrophe, mais la population ne s'y était guère intéressée et rien n'avait été fait. Par la force des choses, le remembrement fut réalisé dès l'année suivante. Quatre vingt dix hectares furent remembrés pour un total de 3 623 parcelles, ramené à 381, soit environ dix fois moins. La superficie moyenne d'un îlot foncier est passée de 247 à 2 740 m2. L'implantation du nouveau village fut choisie sur un espace bien exposé et de faible valeur agricole. Les installations dans ce nouveau site tardèrent cependant à venir, en raison de retards dans les indemnisations, et il fallut attendre deux ans pour voir sortir de terre dix huit maisons, dans le style traditionnel.
Mais les habitants sont attachés à leur vieux village où la vie a repris, après un énorme effort de dégagement, de nettoyage et de réparation. Les nouvelles maisons sont alors modifiées (on supprime les étables au rez-de-chaussée) pour en faire des hébergements touristiques. Ceillac s'engage alors dans une nouvelle voie, celle du tourisme de montagne.
Cette nouvelle voie et cette ouverture du village sur l'extérieur ont des répercussions inattendues : en 1971, onze mariages sont célébrés à Ceillac ; la plupart des jeunes épouses ne sont pas nées dans la vallée, et sont même venues parfois de fort loin, pour des vacances ou pour enseigner ; elles décident de s'installer dans ce village en proie, avant la catastrophe, à l'exode rural.

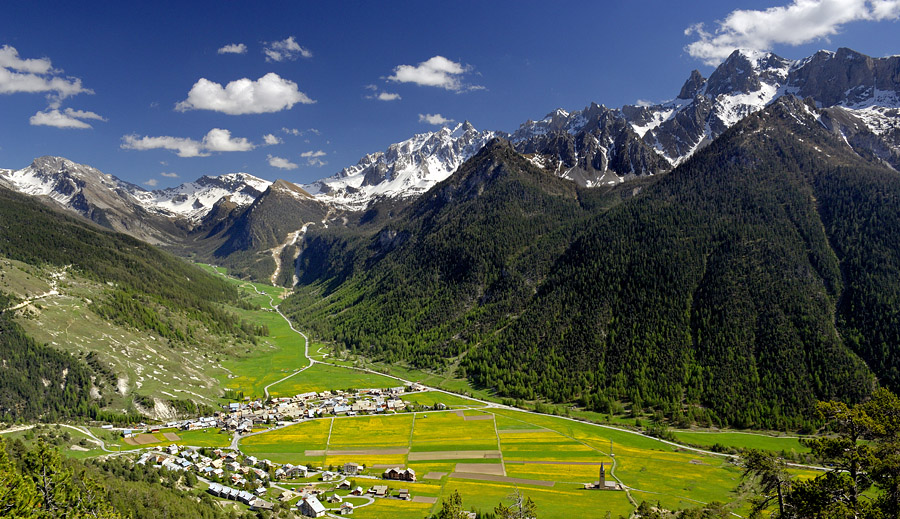
Vallée de Ceillac.
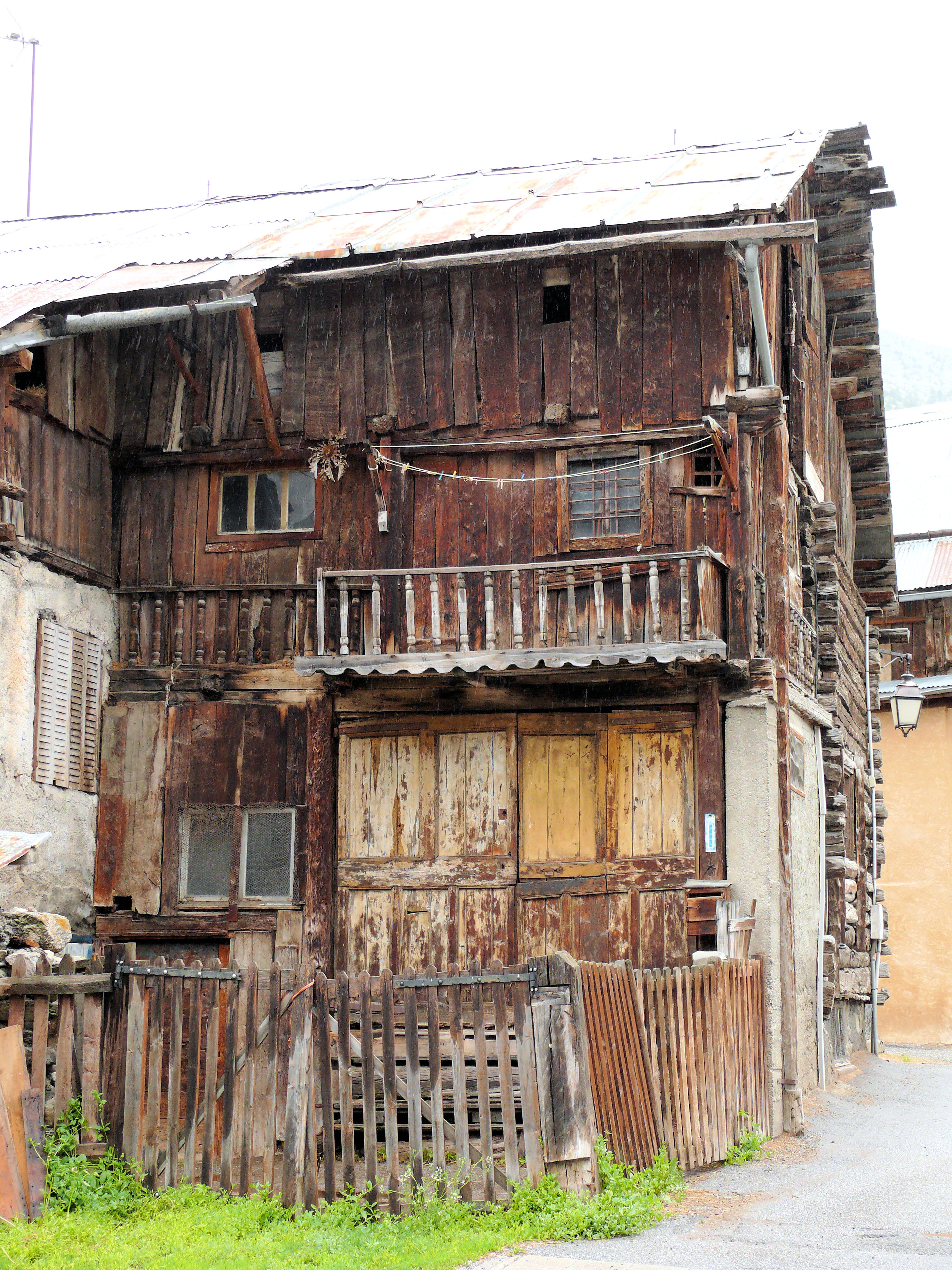
Maison ancienne en bois à Ceillac.